# Femmes au Vatican
Les femmes au Vatican représentent environ 5,5 % de la population. En 2013, il y environ 30 femmes citoyennes du Vatican, dont deux Sud-Américaines, deux Polonaises et trois Suissesses.

## Citoyenneté
Au Vatican, la citoyenneté est accordée aux employés du Saint-Siège le temps de leur mission. Cela représente un peu moins de six cents personnes. Ainsi, bien que l’État soit doté d’une constitution, la population n'est pas régulière et difficile à comptabiliser.
Les femmes peuvent obtenir la citoyenneté de la Cité du Vatican par mariage, en tant que baptisées catholiques[pas clair], et ce pour la durée de leur mission professionnelle au Vatican.
En 2013, il y a environ 30 femmes citoyennes du Vatican, dont deux Sud-Américaines, deux Polonaises et trois Suissesses. La majorité des femmes viennent d’Italie. Le travail qu'elles exercent peut être de nature variée. Des critiques sont parfois formulées quant au rôle subalterne qu'elles occupent. Mais ce sont également des femmes qui relisent les discours des papes, dans les coulisses des décisions.

## Droits et obligations

### Vote et élections
La Cité du Vatican est le seul État au monde sans droit électoral ni droit de vote, y compris pour les femmes,. En effet, aucune élection n'a lieu dans la Cité du Vatican et, par conséquent, ni les citoyens ni les résidents de sexe masculin ou féminin n’ont le droit de vote. Les membres de la Commission pontificale pour l'État de la Cité du Vatican, qui forme la législature de la Cité du Vatican, sont — comme pour toutes les commissions — nommés par le Pape.
Le pape, qui est chef de l’État, est élu par le Collège des cardinaux de l’Église catholique. Le Collège fait partie du Saint-Siège, qui forme une entité souveraine distincte de la Cité du Vatican. Les cardinaux de l’Église catholique doivent être de sexe masculin, les cardinaux votants étant généralement toujours évêques, et seuls les hommes peuvent être élus pape.
En 2019, 22 % des 4 618 employés du Vatican sont des femmes, une augmentation depuis les 17,4 % de 2010. 
Au cours de son pontificat, François procède à plusieurs nominations historiques à des fonctions occupées jusque là uniquement par des hommes, avec la volonté de féminiser les structures de l'État. Carmen Ros Nortes (en) est nommée sous-secrétaire de la Congrégation pour les instituts de vie consacrée et les sociétés de vie apostolique en 2018. En mai 2019, il désigne trois femmes consultantes au secrétariat général du synode des évêques sur la jeunesse, la foi et le discernement vocationnel. En janvier 2020, il nomme l'avocate Francesca Di Giovanni sous-secrétaire de la Section pour les relations avec les États,. En août de la même année, il choisit six femmes, dont l'ancienne ministre britannique Ruth Kelly, pour siéger au Conseil pour l'économie, une structure veillant à la bonne gestion des finances du Vatican. En février 2021, Nathalie Becquart est nommée sous-secrétaire du synode des évêques, en mars Núria Calduch (en) devient secrétaire de la Commission biblique pontificale et, en août de la même année, sœur Alessandra Smerilli (en) est investie secrétaire du dicastère pour le service du développement humain intégral. Par ailleurs, en novembre 2021, Raffaella Petrini devient secrétaire du Gouvernorat de l'État de la Cité du Vatican, l'organe exécutif de l'État.
Le 13 juillet 2022, Raffaella Petrini, Yvonne Reungoat et María Lía Zervino sont les trois premières femmes nommées à la Congrégation pour les évêques,.

### Divorce
La Cité du Vatican est l’un des deux États souverains qui n’autorisent pas le divorce, l'autre étant les Philippines. Il est néanmoins possible de faire reconnaître la nullité d'un mariage, une procédure autrefois jugée longue et coûteuse, simplifiée en 2015 par le pape François,.

### Avortement
En 2016, la Cité du Vatican est l'un des six pays du monde à interdire totalement l’avortement, même si la vie de la mère est en danger (les autres étant Malte, le Chili, la République dominicaine, le Salvador et le Nicaragua),,,,,.

### Vêtements

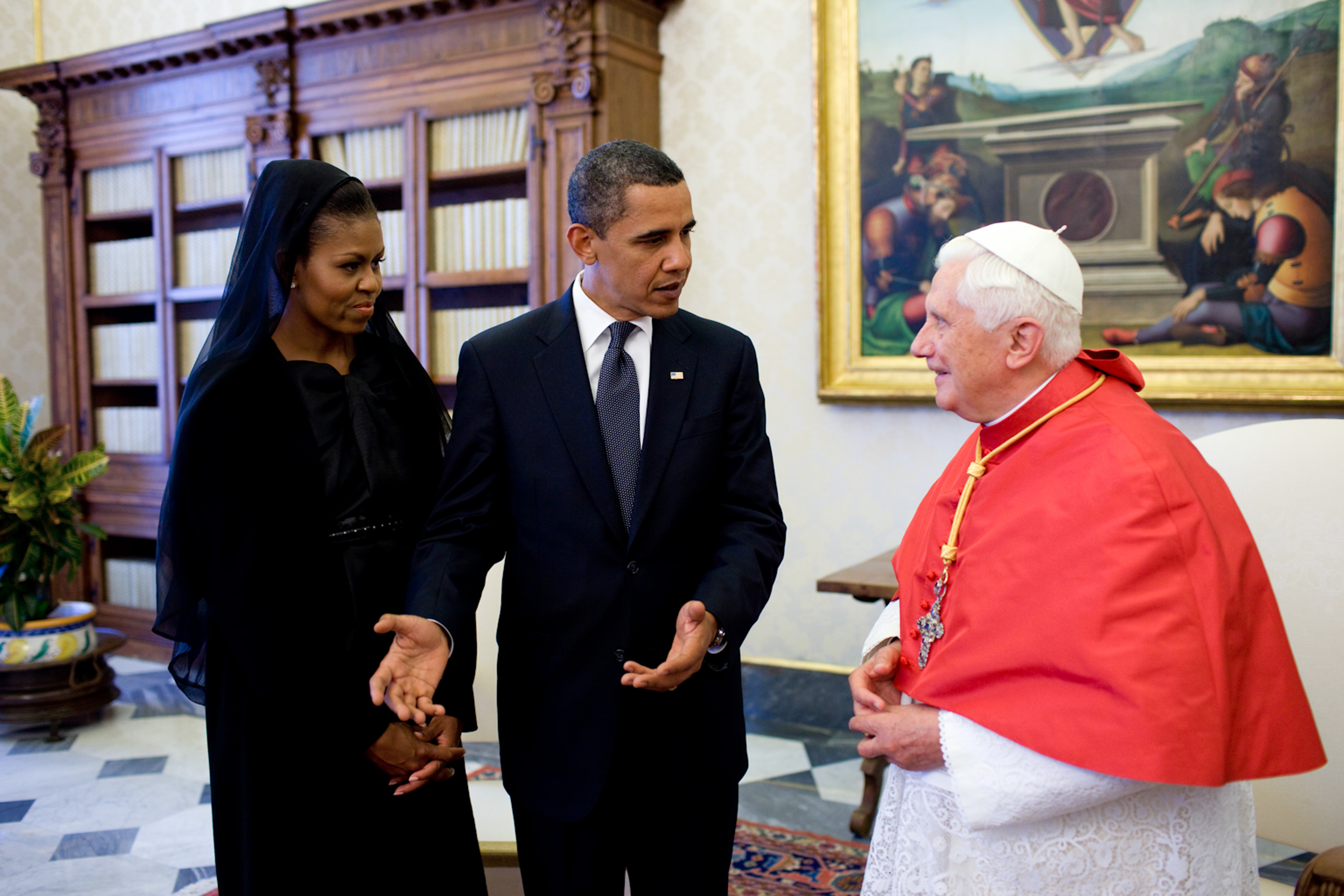
Barack et Michelle Obama rencontrent le pape Benoît XVI au Vatican le 10 juillet 2009.

Les femmes — et les hommes — qui visitent la basilique Saint-Pierre, la chapelle Sixtine ou les Musées du Vatican doivent porter des vêtements appropriés : les vêtements coupés bas ou sans manches, les shorts, les minijupes et les chapeaux (à l’intérieur, en ce qui concerne les hommes) ne sont pas autorisés. Les femmes peuvent ou non porter le traditionnel[pas clair] chapeau ou voile noir. Le code vestimentaire pour le public papal est un peu plus formel,. Les femmes ne peuvent pas porter de vêtements qui ne couvrent pas les épaules et les genoux.

## Donne in Vaticano
En septembre 2016, les autorités du Vatican reconnaissent l'association Donne in Vaticano (« Femmes au Vatican »), créée par Romilda Ferrauto en 2011. C'est la première association exclusivement féminine de l’État. Les membres de l’association sont des journalistes, des théologiennes et des économistes,.

## Presse
L'Osservatore Romano — le quotidien de la Cité du Vatican — a un supplément, Femmes, Église, Monde, qui traite des problématiques concernant les femmes,.